# Taylor Negron
Brad Stephen "Taylor" Negron (1 de agosto de 1957 - 10 de enero de 2015) fue un escritor, actor, pintor y comediante de pie estadounidense. Sus películas más conocidas fueron Fast Times at Ridgemont High (1982), The Last Boy Scout (1991), Angels in the Outfield (1994), Bio-Dome (1996) y Stuart Little (1999). Apareció en programas de televisión como Wizards of Waverly Place, The Fresh Prince of Bel Air, Curb Your Enthusiasm, Reno 911!, Friends, My Wife and Kids, Seinfeld, ER y Party of Five.
Negron nació en Glendale, California. Creció en La Cañada Flintridge, California. De ascendencia puertorriqueña y primo de la cantante Chuck Negron, era abiertamente gay.
Negron murió de cáncer de hígado el 10 de enero de 2015 en Los Ángeles. Tenía 57 años.